# نظام معقد
في الفيزياء : النظام المعقد أو الجملة المعقدة هي كل نظام فيزيائي يتصف بالتعقيد لكن صعوبة تعريف التعقيد يجعل وصف الأنظمة المعقدة ينطبق على الكثير من الأنظمة الفيزيائية مثل الأغراض أو الشبكات الطبيعية أو المجردة أو الاصطناعية. ودراسة هذه الأنظمة المعقدة يندرج ضمن ما يدعى (علوم التعقيد complexity science) وهي تخصصات أكاديمية متداخلة. أمثلة الأنظمة المعقدة تشمل قمم النمل ant-hill، النمل بحد ذاتهم، البشر، الاقتصاد، الجهاز العصبي، الخلايا الحية ومجمل الكائنات الحية. يضاف لها مؤخرا الطاقة الحديثة أو بنى الاتصالات التحتية، وما يتشكل عن ثورة الاتصالات الحديثة مثل مجتمع الشبكة. تشرح الأنظمة المعقدة المشاكل الحالية في كل من النمذجة الرياضية والأسس الفلسفية .إن دراسة النظم المعقدة تمثل نهجا جديدا لعلم يتحرى كيفية العلاقات بين أجزاء تؤدي إلى السلوكيات الجماعية للنظام ككل وكيف يمكن لنظام أن يتفاعل ويشكل علاقات مع بيئته.
أهم خصائص هذه الأنظمة انها تتشارك في كونها شبكات بطريقة أو بأخرى طريقة ترابطها معقدة أو غير سهلة التمثيل، فالروابط بين أجزاء الشبكة متبادلة. وقد تحتوي على مكونات مختلفة ومتبادلة التأثير. ولكن كل نظام معقد له خصائصه ومميزاته وحتى علاقاته المنظمة بين مكوناته. الخاصية المشتركة وهي صعوبة أو محدودية نمذجة هذه الأنظمة رياضيا.

## أمثلة
مثال للنظام المعقد مخ الإنسان الذي يعتبر أكثر الأنظمة تعقيدا ن فهو يتميز بروابط عديدة بين مكوناته من خلايا عصبية وخلايا مساعدة لا تعرف طريقة عملها. ومثال اخر للأنطمة المعقدة الإنترنت، وكذلك الأنظمة العصبية في الكائنات الحية العليا، وشبكات البنية التحتية.
المعادلات التي يتم تطويرها من النماذج من الأنظمة المعقدة تشتق عموما من الفيزياء الإحصائية، نظرية المعلومات والديناميكيات غير الخطية، وتمثل سلوكا منظما ولكن لا يمكن التنبؤ به من النظم الطبيعية التي تعتبر أساسا معقدة. المظاهر المادية لهذه النظم من الصعب تحديدها، كخيار شائع هو كيفية التعرف «على النظام» مع نموذج المعلومات الرياضية بدلاً من الإشارة إلى موضوع مادي غير معروف النموذج الذي يمثله. واحدة من مجموعة متنوعة من المجلات التي تستخدم هذا النهج الدال إلى التعقيد هو الأنظمةالمعقدة (مجلة).
وتستخدم هذه النظم في عمليات نموذجية في علم الحاسوب، علم الأحياء،  الاقتصاد، الفيزياء، كيمياء, والعديد من المجالات الأخرى. ويسمى أيضا نظرية النظم المعقدة، علم التعقيد، دراسة النظم المعقدة، العلوم من التعقيد، فيزياء عدم التوازن،الفيزياء التاريخية . مجموعة متنوعة من ملخص الأنظمة المعقدة النظرية وهو يدرس كحقل من الرياضيات.
المشاكل الأساسية للنظم المعقدة، هي الصعوبات التي تتناول هيكليتها من حيث النمذجة والمحاكاة. من هذا المنظور، في سياقات بحثية مختلفة يتم تعريف النظم المعقدة على أساس صفاتهم المختلفة. لأن جميع الأنظمة المعقدة لديها العديد من المكونات المترابطة، وعلم الشبكات ونظرية الشبكة هي جوانب هامة من دراسة النظم المعقدة.إن توافقا في الآراء بشأن تعريف عالمي واحد ل الأنظمة المعقدة لا وجود له حتى الآن.
للأنظمة التي هي أقل فائدة ممثلة مع المعادلات أنواع مختلفة أخرى من السرد والأساليب لتحديد واستكشاف وتصميم والتفاعل مع تستخدم الأنظمة المعقدة.

## نظرة عامة

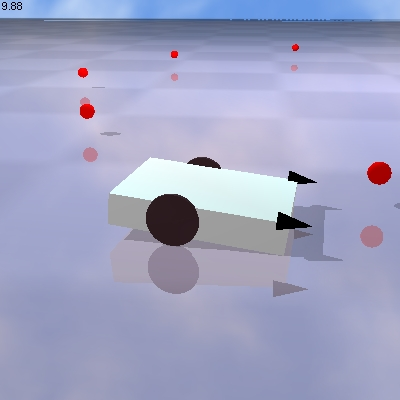
برايتنبرج المحاكاة، المبرمجة في بريف، وهو محاكاة حياة اصطناعية

واستخدمت الدراسة نماذج من نظام معقد الرياضي لكثير من الأسئلة العلمية تتناسب مع مفهوم الآلية التقليدية التي تقدمها العلوم. الأنظمة ولذا غالبا ما تستخدم الأنظمة المعقدة وهو مصطلح واسع يشمل نهج البحوث للمشاكل في العديد من التخصصات المتنوعة بما في ذلك علم الإنسان، الذكاء الاصطناعي، حياة اصطناعية، كيمياء، الكمبيوتر العلوم، الاقتصاد، الإحتساب التطوري، زلزال التنبؤ، الأرصاد الجوية، البيولوجيا الجزيئية، علم الأعصاب، الفيزياء، علم النفس وعلم الاجتماع
في هذه المساعي، والعلماء غالبا ما تسعى إلى قواعد اقتران غير خطي بسيط الذي يؤدي إلىالظواهر المعقدة (بدلا من وصف، انظر أعلاه)، ولكن هذه الحاجة لا يكون الأمر كذلك. المجتمعات البشرية (وربما الدماغ البشري) والنظم المعقدة حيث لا مكونات ولا وصلات تكون بسيطة. ومع ذلك، فإنها تظهر الكثير من السمات المميزة للنظم المعقدة.
ومن الجدير بالملاحظة أن الصفة غير الخطية ليست سمة ضرورية من نمذجة النظم المعقدة: التحليلات الكبرى التي تهتم بالتوازنات غير المستقرة وعمليات تطور بعض النظم البيولوجية / الاجتماعية / الاقتصادية يمكن أن تكون مفيدة نفذت أيضا من قبل مجموعات من المعادلات الخطية، التي لا تنطوي على الرغم من ذلك من الاعتماد المتبادل بين القيم الرياضية المتغيرة.
نظرية المعلومات تنطبق تماما على الأنظمة التكيفية المعقدة CAS، من خلال مفاهيم التصميم الموجه لكائن، وكذلك من خلال مفاهيم ذات طابع رسمي من التنظيم والفوضى التي يمكن أن تترافق مع أي عملية تطور النظم.

## التاريخ
الأنظمة المعقدة هو نهج جديد إلى العلم الذي يدرس كيفية العلاقات بين أجزاء تؤدي إلى السلوكيات الجماعية من نظام، وكيف يتفاعل النظام وتشكل العلاقات مع بيئته.
أقرب مقدمة لنظرية النظم المعقدة الحديثة يمكن العثور عليها في الاقتصاد السياسي الكلاسيكي من التنوير الاسكتلندي، وضعت في وقت لاحق من قبل المدرسة النمساوية للاقتصاد، والذي يقول أن النظام في أنظمة السوق هو عفوية (أو طارئة) لأنه هو نتيجة عمل الإنسان، ولكن ليس تنفيذ أي تصميم من قبل الإنسان.
وفيما يختص بالمدرسة النمساوية المتقدمة من الفرن 19 إلى القرن 20 في وقت مبكر من مشكلة الحساب الاقتصادي، وجنبا إلى جنب مع مفهوم المعرفة المشتتة، والتي كانت سببا لتأجيج المناقشات ضد الاقتصاد الكينزي المهيمن. وهذا من شأنه أن يؤدي إلى إثارة النقاش ولا سيما بين الاقتصاديين والسياسيين والأطراف الأخرى لاستكشاف مسألة التعقيد الحسابي.
الرواد في هذا المجال، مستوحى من أعمال كارل بوبر ووارين ويفر،الحائز لجائزة نوبل الاقتصادي والفيلسوف فريدريك هايك حيث قد كرسوا الكثير من أعمالهم، من أوائل إلى أواخر القرن العشرون، لدراسة الظواهر المعقدة, ليس تقييدا لعمله بخصوث إقتصادات الإنسان، ولكن الخوض في مجالات أخرى مثل علم النفس, علم الأحياء وعلم التحكم الآلي. جريجوري باتيسون لعبت دورا رئيسيا في تأسيس الاتصال بين الأنثروبولوجيا ونظرية النظم، وأنه اعترف بأن الأجزاء التفاعلية من الثقافات تعمل مثل الكثير من النظم الإيكولوجية.

## مواضيع في دراسة الأنظمة المعقدة

### تحديات إدارة التعقيد
كما أن المشاريع والاستحواذات تزداد تعقيدا، فقد ثارت تحدى ات للشركات والحكومات لإيجاد طرق فعالة لادارة عمليات الاستحواذ الضخمة مثل جيش أنظمة القتال المستقبلية. عمليات الاستحواذ مثل FCS تعتمد على شبكة من أجزاء مترابطة التي تتفاعل بطريقة لا يمكن التنبؤ بها. كما أصبحت عمليات الاستحواذ أكثر مركزية شبكيا وتعقيدا، ستضطر الشركات لإيجاد طرق لإدارة التعقيد بينما سيتم الطعن لدى الحكومات لتوفير الإدارة الفعالة لضمان المرونة والقدرة على التكيف.

### اقتصاديات التعقيد
على مدى العقود الماضية، ضمن المجال الناشئ من الاقتصاد تعقيد وقد وضعت أدوات التنبؤ جديدة لشرح النمو الاقتصادي. هذا هو الحال مع النماذج التي بناها معهد سانتافي في عام 1989 وأكثر الزوارمؤشر التعقيد الاقتصادية (ECI)، الذي عرضه الاقتصادى من هارفارد ريكاردو هوسمان والفيزيائي من معهد ماساتشوستس للتقنية سيزار هيدالجو. استنادا إلى ECI، هوسمان، هيدالغو وفريقهم من مرصد التعقيدات الاقتصادية ديك توقعات الناتج المحلي الإجمالي المنتجة لعام 2020.

### التعقيد والنمذجة

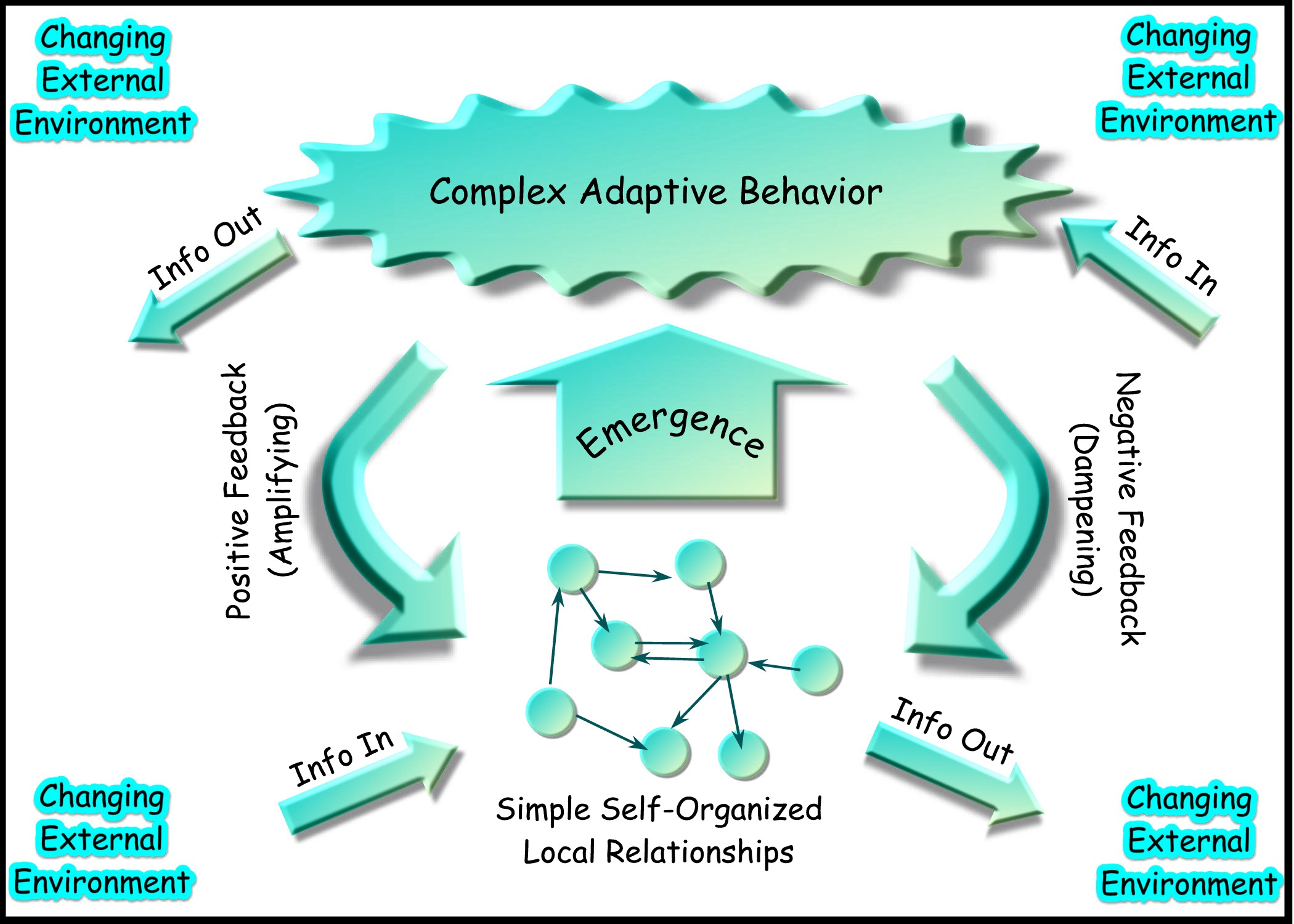
طريقة لنمذجة نظام التكيف المعقد

واحدة من المساهمات الرئيسية حايك لنظرية التعقيد في وقت مبكر هو تمييز له بين القدرات البشرية للتنبؤ بسلوك من أنظمة بسيطة وقدرتها على التنبؤ بسلوك الأنظمة المعقدة من خلال النمذجة. وأعرب عن اعتقاده أن الاقتصاد والعلوم من الظواهر المعقدة بشكل عام، والتي تضمنت في رأيه البيولوجيا، وعلم النفس، وهلم جرا، لا يمكن أن تكون على غرار العلوم التي تتعامل مع الظواهر بسيطة أساسا مثل الفيزياء. سوف يقوم حايك بالشرح ولا سيما أن الظواهر المعقدة، من خلال النمذجة، يمكن أن تسمح فقط بالتنبؤات نمطية، مقارنة مع تنبؤات دقيقة التي يمكن أن تكون مصنوعة من ظواهر غير معقدة.

### التعقيد ونظرية الفوضى
تقع جذور نظرية التعقيد في نظرية الفوضى، والذي بدوره تعود جذوره قبل أكثر من قرن من الزمان في أعمال عالم الرياضيات الفرنسي هنري بوانكاريه. وينظر إلى الفوضى في بعض الأحيان إلى معلومات معقدة للغاية، وبدلا من أن غياب النظام. Hayles  تبقى نظم الفوضى القطعية، على الرغم من سلوك على المدى الطويل يمكن أن يكون من الصعب التنبؤ بأي قدر من الدقة. مع المعرفة الكاملة للشروط الأولية والمعادلات ذات الصلة واصفا سلوك النظام الفوضوي، يمكن للمرء جعل نظريا التنبؤات دقيقة تماما حول مستقبل النظام، وإن كان في الواقع هذا هو المستحيل ان تفعله مع دقة تعسفية. إيليا بريغوجين جادل هذا التعقيد هو غير قطعى، ويعطي أي شكل من الأشكال التي تساعد على التنبؤ بدقة في المستقبل (انظر أيضا).
ظهور نظرية التعقيد يظهر المجال بين النظام القطعية والعشوائية التي هي معقدة. ويشار إلى أن هذا هو 'حافة الفوضى.

A plot of the نظام لورينتز

عند يقوم شخص بتحليل الأنظمة المعقدة، ذات حساسية للظروف الأولية، على سبيل المثال، ليست قضية هامة مثل داخل نظرية الفوضى . وكما ذكر من قبل كولاندر, دراسة التعقيد هو عكس الدراسة حول الفوضى. التعقيد هو حول كيف يمكن لعدد كبير من مجموعات معقدة للغاية وديناميكية من العلاقات يمكن أن تولد بين بعض الأنماط السلوكية البسيطة، في حين أن السلوك الفوضوي، بمعنى من الفوضى القطعية، هو نتيجة لعدد صغير نسبيا من التفاعلات غير الخطية.
ولذلك، فإن الفرق الرئيسي بين نظم الفوضى والأنظمة المعقدة هو تاريخهم. نظم الفوضى لا تعتمد على تاريخهم كما تفعل المعقدة. السلوك الفوضوي يدفع النظام في حالة توازن في النظام من الفوضى، وهو ما يعني، بعبارة أخرى، من أصل ما نحدد تقليديا باسم 'النظام' .[بحاجة لتوضيح] .من ناحية أخرى، نظم معقدة تتطور بعيدا عن التوازن على حافة الفوضى. أنها تتطور في حالة حرجة بنتها تواريخ الأحداث التي لا رجعة فيه وغير متوقعة، والتي الفيزيائي موراي جيل مان تسمى «تراكم الحوادث المجمدة.» بمعنى من المعاني يمكن اعتبار نظم الفوضى كمجموعة فرعية من الأنظمة المعقدة تتميز بدقة من قبل هذا الغياب من الاعتماد التاريخية. العديد من الأنظمة المعقدة الحقيقية هي، في الممارسة وعلى مدى فترات زمنية طويلة ولكنه محدودا وقويا. ومع ذلك، فإنها لا تملك القدرة على تغيير نوعي جذري من نوعها مع الإبقاء سلامة النظامية. التحول بمثابة ربما أكثر من كناية عن مثل هذه التحولات.